# Профессор Зум
Профессор Зум (англ. Professor Zoom), спидстер XXV века также известный как Обратный Флэш (англ. Reverse-Flash) — суперзлодей комиксов компании DC Comics, созданный писателем Джоном Брумом и художником Кармайном Инфантино. Впервые появился в The Flash #139 (сентябрь 1963 года). Известен как главный враг второго Флэша, Барри Аллена.

## Биография
Согласно вселенной DC, Эобард Тоун родился в XXV веке и был большим фанатом супергероя из XX века Флэша. Став учёным, он изобрёл электрохимическую ванну, подобную той, что когда-то дала способности первому Флэшу, и получил их, изобретя также машину времени, чтобы отправиться в XX век и встретиться со своим кумиром. Но в ходе путешествия во времени его разум повредился, и он стал считать самого себя Барри Алленом, а настоящего Аллена — самозванцем. В ходе сражения Флэш победил его и отправил в будущее, стерев заодно ему память. Однако в будущем Тоун отыскал капсулу времени с костюмом Флэша времён Серебряного века и с помощью изобретённой им машины наделил этот костюм способностью даровать сверхчеловеческую скорость тому, кто его носит; одновременно с этим машина изменила цвета костюма: сам он стал жёлтого цвета, а эмблема молнии на нём — красной. После этого он назвался Профессором Зумом и стал преступником, но был вновь побеждён Флэшем, явившимся в будущее. Стремясь отомстить, Тоун вернулся в прошлое и стал одним из главных врагов Флэша.
В Flash # 324 персонаж формально был убит Флэшем и в течение следующих 25 лет появлялся в комиксах DC лишь спорадически, но в 2009 году был «воскрешён» писателем Джеффом Джонсом для серии The Flash: Rebirth.
В 2017 году в кроссовере Бэтмена и Флэша под названием «The Button» напал на Бэтмена в его пещере и избил Бэтмена до полусмерти. Сразу после схватки его "убил" доктор Манхэттен и оставил от него только скелет. Позже на страницах комикса Flash #23 выясняется, что он остался жив и он похищает Айрис, избив Уолли Уэста (нового), унося её в XXV век. Там он показывает Барри и Айрис их будущее и затем заряжает Флэша негативным спидфорсом. В #27 выпуске заряженный Флэш избивает Тоуна по потоку времени и в конце забирает его скорость. В том же выпуске Айрис убивает Тоуна. На 16 октября 2018 года числится мертвым.

## Способности
Способности Обратного Флэша аналогичны способностям Флэша: он может бегать со сверхзвуковой, а также превосходящей скорость света, скоростью, в том числе перемещаться по воде, создавать мощные вихри сверхбыстрыми движениями своих рук и так далее. Так он способен бежать со скоростью, превышающий скорость света в 15 раз. Наряду со своими сверхсилами, Тоун обладает высоким уровнем интеллекта: даже в его родном XXV веке, когда наука значительно продвинулась в своём развитии, он считается гением.
В серии The Flash: Rebirth раскрывается, что повторив инцидент, давший Флэшу его способности, Тоун создал отрицательный спидфорс и при этом навредил обычному. Использование отрицательного спидфорса позволяет ему создавать множественные остаточные изображения в различных точках пространства («миражи скорости»), а также путешествовать во времени и менять события прошлого без каких-либо последствий для будущего (никто из других спидстеров не может этого делать).
После событий, повлёкших образование альтернативной временной линии, известной как «Флэшпоинт», Эобард Тоун получил в своё распоряжение ещё более могущественные способности: он может поглощать воспоминания других людей, менять свой возраст, а также значительно влиять на эту временную линию.
В выпуске The Flash (Vol. 4) #45 показано, что во вселенной New 52 его способности несколько отличаются. Подобно другому суперзлодею комиксов, Зуму, он может менять скорость потока времени относительно себя, за счёт этого ускоряясь или замедляясь. В том же выпуске он поглощает силы своего союзника, Магали, и получает способность «изменять возраст любой органической или неорганической материи». Эту же способность он продемонстрировал в выпуске Road to Flashpoint (с англ. — «Путь к Флэшпоинту»).

## Другие версии

### Бэтмен будущего
В последнем выпуске «Хаш будущего», сюжетной арки серии комиксов «Бэтмен будущего», пожилая Аманда Уоллер связывается с руководителем проекта КАДМУС доктором Тоуном. Она сообщает ему, что Бэтмен всегда будет нужен миру, и передаёт ему ёмкости, в которых содержатся клоны первого Бэтмена и его союзников. Позднее Тоун заключает сделку с Инк, суперзлодейкой с нестабильной мутацией: он помогает ей стабилизировать её состояние, а взамен получает специальный спусковой механизм, который можно приспособить к любому оружию.

### Impulse
В серии комиксов Impulse супергерой Импульс попадает в девонский период, в котором случайно убивает насекомое. В результате этого образуется альтернативная линия времени, в которой все суперзлодеи — правительственные чиновники. Профессор Зум оказывается национальным советником по науке, служащем у пожизненного президента Джуллиана Тремейна. Несмотря на то, что спидстер утверждает, что скорость увеличила его интеллект, его советы часто носят очевидный характер.
В результате последующих изменений во временной линии Зум переходит на сторону повстанцев, которых возглавляет Горилла Гродд. Гродд превращает суперзлодея в разумную обезьяну, в облике которой он и остаётся.

### Injustice
В серии комиксов по мотивам игры Injustice Эобард Тоун в образе Обратного Флэша входит в состав Общины — группы злодеев, возглавляемых Гроддом. Как утверждает сам Тоун, он прибыл из будущего, но из-за того, что члены Режима убили одного из его предков, его будущее стёрто, и теперь он застрял в текущем прошлом, ставшим для него временным парадоксом.

## Вне комиксов

### Телевидение
- В сериале Флэш 1990 года, Эобард Тоун не встречается, но в эпизоде «Создатель отражений» — Барри Аллен временно берёт себе псевдоним Профессор Зум.

#### Вселенная Стрелы
- В Телевизионной Вселенной DC канала The CW (во Вселенной Стрелы) роль Эобарда Тоуна / Обратного Флэша исполнили актёры Том Кавана (в облике доктора Харрисона Уэллса) и Мэтт Летчер (истинный облик).

- В первом сезоне телесериала «Флэш» 2014 года, Эобард Тоун является главным антагонистом. Он позиционируется как заклятый враг Флэша, который отправился в прошлое, в 2000 год, чтобы убить супергероя, когда тот ещё маленький. Ему мешает Флэш, прибывший из 2024 года, и Тоун, разгневанный этим, убивает мать Барри и подставляет отца, чтобы осиротевший мальчик никогда не смог стать тем супергероем, которым его узнал мир. Однако вскоре после этого суперзлодей понимает, что не может вернуться в родное время, так как потерял доступ к Спидфорсу. Зная, что в 2020 году доктор Харрисон Уэллс создаст «металюдей» при помощи ускорителя частиц, он с помощью технологий будущего украл внешность и личность учёного. Спустя пятнадцать лет, скрываясь под личностью Уэллса, Тоун является основателем Лаборатории СТАР и создателем ускорителя частиц, который в день запуска взрывается, создавая металюдей и наделяя Барри способностями на несколько лет раньше положенного. Имитируя инвалидность, Тоун учит Барри использовать свою скорость и намеревается в дальнейшем использовать его способности, чтобы вернуться в будущее. Позднее он надевает свой костюм дважды, в обоих случаях он побеждает Флэша без каких-либо проблем. В конце концов его секрет раскрывается, и Барри намерен заманить Тоуна в ловушку, чтобы доказать невиновность своего отца. Тем не менее, Обратный Флэш сбегает и похищает своего предка из этого времени, детектива Эдди Тоуна. Впоследствии злодея захватывают Флэш, Стрела и Огненный шторм, замедлив спидстера при помощи нанитов, разработанных Рэем Палмером. После этого Тоун отправляет Барри в прошлое, чтобы тот спас Нору и избавил отца от обвинений в убийстве, но Барри решил не менять прошлое и, вернувшись обратно, нападает на Тоуна, но снова проигрывает. Злодей готов убить Флэша, но в этот момент Эдди жертвует собой, стирая Эобарда Тоуна из реальности.

В эпизоде второго сезона «Возвращение Обратного Флэша» подробно раскрывается предыстория персонажа. В будущем профессор Эобард Тоун является большим поклонником супергероя Флэша. Однако после того, как он получил те же способности, он с ужасом понимает, что ему предназначено стать заклятым врагом Флэша и восхищение сменяется презрением. Он берет себе личность Обратного Флэша и, выяснив, что супергеройская карьера Барри началась в начале XXI века, он отправляется назад во времени, таким образом начиная их противостояние. В конце серии, чтобы не создавать временной парадокс и спасти Циско Рамона, герои отправляют Эобарда в родное время. В серии «Возвращение Флэша» Барри путешествует назад во времени, встречается с той версией персонажа, которая уже притворяется Харрисоном Уэллсом, и пытается выяснить у неё, как победить Зума. Тоун дает Барри чертежи тахионного ускорителя (которым сам пользовался). Также в финале сезона Флэш снова возвращается во времени и спасает свою мать, побеждая Тоуна.
В серии третьего сезона «Флэшпоинт» оказалось, что это событие дало старт альтернативной временной линии, известной как Флэшпоинт, а сам Тоун побеждён и содержится в заключении в неизвестном месте. После того, как Уолли Уэст был смертельно ранен, а Барри начал терять память, он попросил Тоуна вернуться в ночь смерти Норы Аллен, дабы Тоун убил её и вернул изначальную хронологию. Тоун выполняет его просьбу и возвращается с Барри в настоящее. Он предупреждает Барри, что хронология восстановлена не полностью и что они ещё встретятся. После он убегает.
- Во втором сезоне сериала «Легенды завтрашнего дня» Эобард Тоун является одним из главных антагонистов и лидером Легиона Смерти. Его играет Мэтт Летчер, так как этот Тоун не присваивал себе личность и внешность Харрисона Уэлса (хотя и упоминается, что Тоун помнит годы его работы в Лаборатории СТАР). Так как его предок Эдди Тоун застрелился, Эобард никогда не рождался и, по сути, его существование стало парадоксом. Чтобы исправить этот парадокс и спастись от Чёрного Флэша, или Смерти Спидстеров (существа, в которое превратился Хантер Золомон и которое должно поймать Тоуна и отправить его в Спидфорс), Тоун ищет Копьё Судьбы, способное изменять реальность. Чтобы найти все части Копья, он «вырывает из времени» Дэмиана Дарка, Малкольма Мерлина, Рипа Хантера (и промывает ему память) и Леонарда Снарта, образуя таким образом Легион Смерти. Легион помог Тоуну пленить Чёрного Флэша и украсть Копьё у Легенд. В серии «Мир смерти» Легион создает реальность, в которой исполнились все мечты членов Легиона, в частности Эобарда. Однако члены Легиона его предают, и Тоун уничтожает Копьё, чтобы созданная им реальность сохранилась. В финале второго сезона, в серии «Аруба» Легендам удаётся вернуться в 1916 год, чтобы попытаться уничтожить Копьё до того, как Легион захватил его (до событий серии «Братство Копья»). Тоун уничтожил кровь Христа (которая уничтожила бы Копьё), но Сара Лэнс успела использовать Копьё Судьбы и заново переписать реальность, заодно лишив его силы. Когда Тоун готовился убить её, внезапно объявляется Чёрный Флэш и убивает его, не дав последнему даже малейшего шанса на побег. Обратный Флэш вновь стирается из реальности и уничтожаются все его временные копии.
- В 7 сезоне "Легенд завтрашнего дня" Эобард Тоун с исполнении Мэтта Летчера становится хранителем 1914 года в точке схода, после своей смерти от руки "Черного Флэша". Он решает помочь Саре Лэнс изменить ненадолго 1914 год, но его убивает злая версия Сары.

- Эобард Тоун в исполнении Тома Каваны появляется в рамках кроссовера «Кризис на Земле-X» (8 серия 3-го сезона «Супергёрл», 8 серия 6-го сезона «Стрелы», 8 серия 4-го сезона «Флэша» и 8 серия 3-го сезона «Легенд завтрашнего дня») . Данная версия Эобарда помнит события и из первого сезона «Флэша», и из второго сезона «Легенд завтрашнего дня», а облик Уэллса принял специально, чтобы позлить Барри. Эобард помогает Тёмной Стреле и Овергёрл (двойникам Оливера Куина и Кары Денверс с Земли-X) устроить вторжение на Землю-1, становится членом Новых Рейхсменов и руководит операцией по пересадке сердца Супергёрл в тело Овергёрл. После провала хирургической операции, Обратный Флэш сражается с Барри Алленом и терпит поражение, однако Барри отпустил его, так как не смог его убить. Тоун обещал вернуться, сказав на прощание «какой облик я выберу в следующий раз?»
- В 5 сезоне выяснилось, что Эобард Тоун (также в исполнении Тома Каваны) после событий кроссовера«Кризиса на Земле-X» был заключен в 2049 году. В этом же году он отправляет Нору Уэст-Аллен в прошлое к своему отцу Барри Аллену 2018 год. Он объясняет Норе что хочет искупить свои грехи перед всеми кому причинил боль, и хочет чтобы она помогла остановить Цикаду своему отцу. Однако он это делал лишь для того, чтобы команда Флэша избавилась от кинжала Цикады, ведь лишь кинжал Цикады сдержил в заключении Обратного Флэша (5 сезон 21 серия). В финале 5 сезона, когда Флэш и его друзья одолевают Цикаду, Тоун освобождается из тюрьмы. Прибывает вся команда Флэша чтобы остановить Обратного Флэша, победив его Нора собирается прикончить Тоуна, но внезапно начинает стираться из реальности на глазах всех присутствующих. Тоун воспользовавшись моментом, убегает в неизвестном направлении
- в 6 сезоне Тоун был показан в голове Барри насланным Бладуорком, а также в воспоминаниях Гродда, куда он поместил сознание Флэша, чтобы тот помог. Сам Эобард проник в тело Нэша (основной Уэллс в 6 сезоне), но не имел суперскорости. Пытался заполучить тело Нэша навсегда, но Барри с Циско удалось вытащить Обратного Флэша с его сознания.
- 7 сезон - в финале помогает Флэшу одолеть Годспида, и чуть не убивает Августа (настоящее имя Годспида). Нападает на Барри, но понимает, что слабее его, и обещает что станет быстрее и сильнее его, после чего скрывается.
- 8 сезон - в кроссовере "Армагеддон"(1-5 серия) перемещается во времени и убивает Флэша в 2000 году, запуская Обратный Флэшпоинт. Флэш становится парадоксом в 2031 году, но успевает восстановить хронологию. В новой хронологии Обратный Флэш становится парадоксом. Флэш спасает его от исчезновения, разрывая его связь с отрицательной силой скорости, после чего Тоуна сажают в тюрьму "Аргус". В 17 серии Барри посещает его в камере где когда-то сидел Детстроук, где хочет узнать знает ли Тоун о новом спидстере. в 18 эпизоде Барри встречает Эобарда Тоуна в исполнении Мэтта Летчера, чему очень удивляется, этот Тоун поясняет, что ничего не помнит о своем прошлом, чему Барри не верит, думая что он ведет двойную игру. В конце эпизода удостоверяется в искренности Тоуна, пускай в прошлом он был злодеем, Флэш помогает ему вернуть его возлюбленную Мину Дхаван к истинному пути. В 19 эпизоде Флэш дает ему кольцо Обратного Флэша, Тоун снова примеряет свой старый желтый костюм, но уже сражается на стороне Флэша против отрицательных сил, но в конце погибает от своей версии в исполнении Тома Каваны. в 20 серии злой Тоун получив способности отрицательных сил, меняет свой костюм на черный и противостоит Флэшу, но снова проигрывает, после чего окончательно стирается из всех возможных хронологий.
- 9 сезон - в 10 серии под названием "Новый мир.Часть первая". Барри перемешается в 2000 год, где происходит смерть его мамы от рук Тоуна. Барри зная что случится, вступает в битву с Обратным Флэшем в своем доме детства, где показывается как Тоун убил его маму вместо маленького Барри и теряет свою скорость, как в и первом сезоне. Тоун не понимая почему Барри не спас свою маму спрашивает его об этом, он утверждают что это фиксированная точка. Эобард обещает, что если ему даже придется перевернуть всю вселенную он найдет способ его убить, но Барри поясняет, что уже знает об этом. Дальше вероятнее всего начинают происходить события 1 сезона.

### Мультфильмы
- Является главным антагонистом в мультфильме 2013 года Лига Справедливости: Парадокс источника конфликта.
- В флешбэке мультфильма «Отряд самоубийц: Строгое наказание» Томас Уэйн, который является Бэтменом в параллельной вселенной простреливает Эобарду голову, но тот многократно растягивает момент своей смерти и на протяжении всего мультфильма в числе других персонажей охотится за карточкой, позволяющей своему обладателю избежать ада и попасть сразу в рай после смерти. Специфическое состояние не позволяет ему использовать суперскорость в полной мере, что в противном случае все его старания будут пустыми тратами. В финале был убит Дэдшотом, и навеки застревает в обреченном предыдущем реальностью.
- Эобард Тоун является одним из персонажей мультсериала «Бэтмен: Отважный и смелый». В эпизоде «Реквием по Алому гонщику!» он похищает Флэша и отправляется с ним в XXV век, где супергерой вынужден выступать в качестве источника энергии для генератора, при помощи которого Зум захватил мир. Впоследствии Бэтмен, Джей Гаррик и Уолли Уэст отправляются за ними следом, побеждают Тоуна и освобождают Флэша.
- По словам Теда Стоунса, художника компании "Дисней", Профессор Зум стал главным прототипом Антиплаща, одного из главных врагов Чёрного Плаща в одноимённом мультсериале.

### Игры
- Один из играбельных персонажей Lego Batman 3: Beyond Gotham.
- DC Universe Online.
- Scribblenauts Unmasked: A DC Comics Adventure.
- Injustice: Gods Among Us скин для Флэша.
- Injustice 2 доступен как Обратный Флэш в качестве премьер-скина для Флэша, где его озвучил Лайам О’Брайэн.

## Критическое восприятие
Профессор Зум занял 31-е место в списке IGN «100 величайших злодеев комиксов», а также 11-е место в списке 25 лучших злодеев вселенной DC Comics по версии того же сайта. В списке 25 лучших злодеев в истории комиксов сайта Complex персонаж занял 23-е место. По мнению авторов книги Icons of the American Comic Book, является «наиболее опасным врагом Флэша».
В 2016 году журнал «Rolling Stone» поместил Обратного Флэша из телесериала «Флэш» на 35 позицию в своём списке «40 величайших телевизионных злодеев всех времён».